# Lessus
Lessus stammt aus dem Lateinischen und bedeutet so viel wie ein lautes Wehklagen anzustimmen.
In der bei Cicero genutzten Form kann man davon ausgehen, dass es abwertend für lautes und überdramatisiertes Wehklagen Anwendung fand. Hierbei sollte, den Zwölftafelgesetzen folgend, der Einsatz von Klageweibern bei Bestattungen eingedämmt werden; es handelte sich also um eine Form der Luxuskritik im Altertum.
Der Begriff Lessus fand Aufnahme in Deutsche Wörterbücher, so in der Oeconomische Encyclopädie (seit 1773) von Johann Georg Krünitz.

## Hapax legomenon
Lessus wird als Hapax legomenon betrachtet, als ein Wort, das in der lateinischen Literatur nur einmal, nämlich bei Cicero, vorkommt. In den Tusculanae disputationes 2,55, soll zwar lessus ebenfalls vorkommen, worauf auch in Wörterbüchern verwiesen wird, dort steht aber im Originalwortlaut an der entsprechenden Stelle ein anderes Wort, und nur in späteren (Druck-)Ausgaben wird das Wort lessus verwendet, teilweise in Form eines Kommentars zu fletus. Weitere Stellen, an denen lessus vorkommen soll, wie die Zwölftafelgesetze und die Gesetze Solons sind im Originalwortlaut unbekannt, ihr Wortlaut wurde aus späteren Quellen, darunter auch der Stelle bei Cicero, rekonstruiert. Dass das Wort tatsächlich dort vorgekommen sei, wird unter Hinweis auf die Motive Ciceros, die zum Text von De legibus, 2.59, führten, in Zweifel gezogen.